# Palpigera
Palpigera is een geslacht van rechtvleugeligen uit de familie krekels (Gryllidae). De wetenschappelijke naam van dit geslacht is voor het eerst geldig gepubliceerd in 1928 door Hebard.

## Soorten
Het geslacht Palpigera omvat de volgende soorten:
- Palpigera boliviana Bruner, 1916
- Palpigera borellii Giglio-Tos, 1897
- Palpigera fratercula Hebard, 1928